# Reinder Spriensma
Reinder Spriensma (Ureterp, 8 juni 1916 - Sachsenhausen, 30 januari 1945) was een Nederlandse verzetsstrijder tijdens de Tweede Wereldoorlog.

## Rol in verzet
Reinder Spriensma was landbouwer te Ureterp en actief in het verzet. Hij nam deel aan het verzet vanuit zijn gereformeerde geloofsovertuiging. Hij was betrokken bij de verzetsorganisatie "Landelijke organisatie voor hulp aan onderduikers" (de L.O.). Reinder was een van de oprichters van LO-Opsterland.

## Arrestatie en verblijf in concentratiekamp
Op 9 augustus 1944 werd hij gearresteerd door de Duitsers wegens het verbergen van twee Joodse onderduikers op zijn boerderij. De drie arrestanten werden naar Groningen gebracht, waar Reinder door de SD verhoord werd in het beruchte Scholtenhuis aan de Grote Markt, waar het hoofdkwartier van de SD en de Gestapo in Noord-Nederland was gevestigd. Om informatie uit de arrestanten te krijgen over hun contacten met de illegaliteit werden in dit ‘voorportaal van de hel’ de arrestanten aan de zware mishandelingen en martelingen onderworpen. Reinder heeft evenwel geen krimp gegeven.
Het gearresteerde Joodse KNO-artsechtpaar dr. Abraham Simeon Jacobson (1879-1944)-Rosa Granaat (1888-1944), lid van de familie Jacobson, is op drie september 1944 met de trein vervoerd naar Auschwitz, waar ze direct na aankomst op 6 september 1944 vergast zijn.
Spriensma werd vastgezet in het Huis van Bewaring te Groningen. Op 21 augustus 1944 werd hij overgebracht naar het concentratiekamp Kamp Vught in Noord-Brabant. Lang heeft hij er niet gezeten. Na Dolle Dinsdag, 5 september 1944, werd al de volgende dag het kamp ontruimd. De vrouwen werden overgebracht naar het vrouwenkamp Ravensbrück. De mannen, ook Reinder, werden die dag met de trein op transport gezet naar Oranienburg. Hij werd te werk gesteld in kamp Sachsenhausen bij Berlijn. Begin januari 1945 kreeg hij een zware longontsteking. Daaraan is hij bezweken. Zijn stoffelijk overschot is vervolgens gecremeerd in het kamp. Reinder Spriensma was toen 28 jaar oud. Hij liet een jong gezin achter met twee kleine kinderen en de derde op komst.
Reinder Spriensma werd postuum het Verzetsherdenkingskruis (VHK) toegekend.
Op 4 mei 2018 werd op het kerkhof in Ureterp een monument onthuld ter nagedachtenis aan Reinder Spriensma. De stichting '40-'45 heeft in overleg met de nabestaanden een herdenkingszuil geplaatst met daarin zijn naam, recht tegenover de andere herdenkingszuil met de namen van andere oorlogsslachtoffers uit het dorp. 